# بی‌ام‌جی رایتس منجمنت
شرکت مسئولیت محدود بی‌ام‌جی رایتز منیج‌منت (انگلیسی: BMG Rights Management) (همچنین شناخته‌شده با BMG) یک شرکت موسیقی مستقر در برلین، آلمان است. فعالیت این شرکت ترکیبی از ناشر موسیقی و ناشر ضبط است.
بی‌ام‌جی در اکتبر ۲۰۰۸ پس از اینکه برتلسمان سهام خود را به سونی بی‌ام‌جی تأسیس شد. از سال ۲۰۰۹ تا ۲۰۱۳، شرکت خدمات مالی کی‌کی‌آر ۵۱ درصد از شرکت را در اختیار داشت، که از آن زمان به یکی از بزرگترین ناشران موسیقی در جهان تبدیل شده‌است. بی‌ام‌جی ۱۰۰ درصد متعلق به برتلسمان و یکی از هشت بخش خدمات تجاری گروه است. نمونه کارهای این شرکت حقوق ترانه‌ها و ضبط‌شده‌های هنرمندانی مانند کایلی مینوگ، استپسآوریل لوین، رولینگ استونز، کرنبریز، جیسون الدین، دیوید بویی، کریسی هایند, ننا، راجر واترز، ایگی پاپ، کوئینسی جونز، بلوندی، لنی کراویتز و موریسی است.